# Бромкамфора
Бромкамфора (Bromcamphora) — синтетический препарат, основное действующее вещество которого — камфора бромистая. Оказывает успокаивающее действие на центральную нервную систему, благоприятно влияет на функции сердечно-сосудистой системы, улучшает сердечную деятельность.

## Синонимы
- Камфора бромистая
- Камфора однобромистая
- 3-бромкамфора
- Bromcamphora
- Camphora monobromata
- Камфоры монобромат

## Общая информация
Как и другие бромиды, действует успокаивающе; кроме того, улучшает сердечную деятельность. Применяют при повышенной нервной возбудимости, неврастении, неврозах сердца.

## Физические свойства
Бесцветные кристаллы или белый кристаллический порошок камфорного запаха и вкуса. Легко растворим в эфире (1:2), спирте (1:9), хлороформе; очень мало растворим в воде.

## Синтез
Получают прямым галогенированием камфоры.

## Форма выпуска
- порошок и таблетки по 0,15 и 0,25 г,

## Хранение
В хорошо укупоренных банках оранжевого стекла в защищённом от света месте.